# Best of Warlord
Best of Warlord è la seconda raccolta del gruppo musicale epic metal statunitense Warlord, pubblicata nel 1989 da Metal Blade Records. Il disco contiene l'intero EP Deliver Us del 1983 e le canzoni del primo album, ad eccezione di Deliver Us from Evil (presente però nella versione dell'EP). La raccolta include inoltre il brano Mrs. Victoria proveniente dalla compilation di vari artisti intitolata Metal Massacre III e pubblicata nel 1983 dalla Metal Blade.

## Tracce
Testi e musiche di Bill Tsamis.
1. Deliver Us From Evil – 6:10
2. Winter Tears – 4:47
3. Child Of The Damned – 4:04
4. Penny For A Poor Man – 3:58
5. Black Mass – 5:31
6. Lucifer's Hammer – 3:50
7. Mrs. Victoria – 5:56
8. Aliens – 4:21
9. Lost And Lonely Days – 4:02
10. Beginning/Lucifer's Hammer – 4:19
11. Soliloquy – 4:28
12. MCMLXXXIV – 2:42 – (strumentale)
13. Child Of The Damned – 3:38

## Formazione
- Jack Rucker (Damien King I) - voce (tracce 1–7)
- Rick Cunningham (Damien King II) - voce (tracce 8–13)
- William J. Tsamis - chitarra, basso (tracce 1–7)
- Dave Watry (Archangel) - basso (tracce 8–13)
- Mark Zonder - batteria
- Diane Kornarens (Sentinel) - tastiere